# World’s on Fire
World’s on Fire (zu deutsch etwa: „Die Welt steht in Flammen“) ist das erste offizielle Live-Album der englischen Big-Beat-Band The Prodigy. Das Album wurde am 23. Mai 2011 vom Label Take Me To The Hospital auf CD (plus Blu-ray oder DVD-Video) veröffentlicht. Es enthält Songs, die auf dem Warriors Dance Festival am 24. Juli 2010 im National Bowl in Milton Keynes vor etwa 65.000 Fans aufgenommen wurden. Auf Vinyl sowie digitalen Medien wurde das Live-Album erst im Oktober 2020 in einer Remastered-Version herausgebracht.

## Titelliste
1. Intro – 0:32
2. Breathe – 5:02
3. Omen – 3:48
4. Colours – 4:06
5. Thunder – 2:51
6. Warrior's Dance – 4:56
7. Firestarter – 4:39
8. Run With The Wolves – 4:23
9. Weather Experience – 3:57
10. Voodoo People – 3:45
11. Omen Reprise – 1:21
12. Invaders Must Die – 3:45
13. Smack My Bitch Up – 5:04
14. Take Me To The Hospital – 4:08
15. Everybody In The Place – 3:16
16. Their Law – 5:28
17. Out Of Space – 4:32

Zusätzlicher Inhalt auf DVD- und Blu-ray
1. Run With The Wolves (Brixton, London) – 6:50
2. Spitfire / Mescaline (Brazil) – 10:54
3. Breathe (Slane Castle, Ireland) – 5:16
4. Poison (Glastonbury, England) – 7:20
5. Warning (T In The Park, Scotland) – 5:54
6. Japanese Film – 5:31
7. Smack My Bitch Up (Isle Of Wight To Download, England) – 5:59
8. USA Film – 5:29
9. UK Arena Tour Film – 6:32
10. Voodoo People (Bestival & Paris, France) – 6:35
11. Photo Gallery – 4:31
12. Mescaline – 0:54
13. The Chase (Brixton Academy) – 4:06
14. Keef's Camping Shop Review – 3:31